# Rolf Nebinger
Rolf Nebinger (* 1. Juli 1917 in Stuttgart; † 24. März 1999 in Filderstadt) war ein deutscher Politiker (CDU).

## Leben
Rolf Nebinger war ein Sohn des Richters Robert Nebinger (1883–1963) und dessen Frau Anni (1885–1945). Er hatte drei Brüder, darunter den Archivar und Genealogen Gerhart Nebinger (1911–1997). Nach dem Abitur trat Rolf Nebinger 1936 in das Heer der Wehrmacht ein. Im Zweiten Weltkrieg war er an der West- und Ostfront im Einsatz. Er war Kompaniechef, Regimentsadjutant und Kriegsschullehrer. Zudem war er an das Oberkommando des Heeres abgeordnet.
Nebinger studierte Rechtswissenschaft an der Eberhard Karls Universität Tübingen und der Universität Straßburg. Er legte 1947 das erste und 1950 das zweite juristische Staatsexamen ab. 1948 wurde er zum Doktor der Rechte promoviert. Anschließend trat er in die Innenverwaltung des Landes Württemberg-Baden. Ab 1951 war er Regierungsrat. Bis zu seiner Pensionierung 1982 war Nebinger Ministerialdirigent im Innenministerium Baden-Württemberg.
Nebinger war evangelisch, verheiratet und Vater dreier Kinder.

## Politik
Nebinger war mehrere Jahre Vorsitzender der Jungen Union Stuttgart. Zudem war er Mitbegründer des Rings politischer Jugend und Mitglied des Landesvorstands der CDU. Bei der Landtagswahl in Baden-Württemberg 1956 wurde er über das Direktmandat im Wahlkreis Stuttgart I in den Landtag von Baden-Württemberg gewählt, dem er bis zum Ende der Legislaturperiode 1960 angehörte. Außerdem war er Mitglied der 3. Bundesversammlung, die 1959 Heinrich Lübke zum Bundespräsidenten wählte. Von 1957 bis 1971 war er Vorsitzender des CDU-Kreisverbands Stuttgart.

## Ehrungen
- 1982: Großes Verdienstkreuz des Verdienstordens der Bundesrepublik Deutschland

## Werke
- Die Stellung der politischen Parteien im Verfassungsleben, Heidelberg, 1949.